# Bystrzyna
Bystrzyna (deutsch Beustrin) ist ein Dorf in der polnischen Woiwodschaft Westpommern. Es gehört zur Gemeinde Świdwin (Schivelbein) im Powiat Świdwiński.
Bystrzyna liegt etwa fünf Kilometer nordöstlich von Świdwin am Jezioro Bystrzyna Małe (Klein Beustriner See), zwei Kilometer von der Woiwodschaftsstraße Nr. 162 Kołobrzeg (Kolberg) – Drawsko Pomorskie (Dramburg) entfernt.
Im Jahre 1370 wurde Beustrin vom Brandenburger Kurfürsten der Ehefrau des Hans von Schivelbein (von Wedel) überschrieben. Das Rittergut wurde seit 1803 in der männlichen Linie der Familie Braun vererbt, zuletzt war Wilhelm Braun Eigentümer des Gutes mit einer Größe von 703 Hektar.
Beustrin war bis 1945 ein Ortsteil der Gemeinde Krosino und war in das Amt und Standesamt Nelep eingegliedert. Amtsgerichtsbezirk war Schivelbein. Bis 1932 gehörte das Dorf zum Landkreis Schivelbein, bis dieser in den Landkreis Belgard (Persante) integriert wurde. Im März 1945 marschierten sowjetische Truppen in das Dorf ein. Beustrin kam in polnische Hand und gehört als Bystrzyna heute zur Landgemeinde Świdwin im Powiat Świdwiński.
Kirchlich war Beustrin in das Kirchspiel Krosino eingepfarrt und gehörte zum Kirchenkreis Schivelbein (Kirchenprovinz Pommern) der evangelischen Kirche der Altpreußischen Union. Das Kirchenpatronat hatte zuletzt Gutsbesitzer Braun inne. Letzter deutscher Geistlicher war Pfarrer Martin Lüpke.
Heute ist Bystzryna Teil des Kirchspiels Koszalin (Köslin) in der Diözese Pommern-Großpolen der Evangelisch-Augsburgischen Kirche in Polen.